# Eijanaika
Eijanaika (ええじゃないか) è un film del 1981 diretto da Shōhei Imamura. Il film venne presentato alla sezione Un Certain Regard, al Festival di Cannes, nel 1981.

## Trama
Il film descrive l'atmosfera carnevalesca riassunta dal grido "Ee ja nai ka" ("Perché no?"), in Giappone nel 1867 e nel 1868 nei giorni che conducono al rinnovamento Meiji. Imamura esamina gli effetti degli sconvolgimenti politici e sociali del tempo e culmina in una marcia spettrale sul Palazzo imperiale di Tokyo, che si trasforma in un massacro.
Come di consueto, Imamura non si concentra sui leader del paese, ma su personaggi delle classi inferiori e ai margini della società.